# Colonia Nicolich
Colonia Nicolich és una localitat de l'Uruguai ubicada al sud del departament de Canelones. Es troba a prop de l'Aeroport Internacional de Carrasco i forma part de l'àrea metropolitana de Montevideo.

## Població
Segons les dades del cens de l'any 2004, Colonia Nicolich tenia 8.811 habitants.
| Any  | Població |
| ---- | -------- |
| 1963 | 2.669    |
| 1975 | 4.500    |
| 1985 | 5.527    |
| 1996 | 7.223    |
| 2004 | 8.811    |

Font: Institut Nacional d'Estadística de l'Uruguai

## Govern
L'alcalde de Colonia Nicolich amb data del 2008 és Ruben Moreno (Front Ampli).